# Document Style Semantics and Specification Language
Document Style Semantics and Specification Language (DSSSL [dɪsl]) ist eine von James Clark entwickelte Transformations- und Formatierungssprache für SGML-Dokumente, also auch für XML. Die Sprache verwendet eine Teilmenge eines ISO-Dialektes von Scheme, einer funktionalen Programmiersprache, die aus LISP hervorgegangen ist. DSSSL gilt ihrerseits als Vorgängerin von XSL und XSLT.

## Referenz-Literatur
- Document Style Semantics and Specification Language, ISO/IEC 10179:1996, International Organization for Standardization, 1996
- Der Zusammenhang zwischen den Sprachen DSSSL, CSS, XSL und XSLT ist in Kapitel 9 des Buches XML in der Praxis von Behme/Mintert dargestellt. Der darüber hinaus bestehende Zusammenhang zu Auszeichnungssprachen wie SGML, XML, HTML, XHTML findet sich im ersten Kapitel.